# Czarno widzę
Czarno widzę – drugi album studyjny polskiego zespołu Afro Kolektyw, wydany 6 lutego 2006 roku nakładem oficyny Blend Records. Pierwsze wydawnictwo po przekształceniu formacji w kwartet i bez udziału Nestora. Utrzymane w gorzkim, wręcz depresyjnym, choć również ironicznym tonie. Gościnnie wystąpili na nim Marcin Masecki, Duże Pe oraz Lilu.

## Lista utworów
1. „Trener Szewczyk” (gościnnie: Duże Pe) – 3:50
2. „Czarno widzę” – 3:22
3. „Gramy dalej” – 5:27
4. „Skit 1” – 0:11
5. „Paranojanabloku” – 5:27
6. „Solo Jamz: Głaz narzutowy” – 1:07
7. „Mamo co to jest Afro Kolektyw” – 5:11
8. „W łóżku z licealistką” (gościnnie: Lilu) – 3:08
9. „Solo Jamz: Mafia ludzi o miedzianych czołach depcze rodzimą kulturę muzyczną” – 0:17
10. „Gościnne występy” – 5:40
11. „Skit 2” – 0:24
12. „W poprzednim życiu” – 5:30
13. „Alter” (gościnnie: Duże Pe) – 4:53
14. „Skit 3” – 0:14
15. „Dziesięć sekund” – 5:51

## Twórcy
Na podstawie materiału źródłowego.
- Michał „.afrojax” Hoffmann – słowa, wokal (1–3, 5–8, 10–15), vocoder (1), automat perkusyjny (1–3, 5, 7–8, 10, 12–13, 15), syntezator (1, 13, 15), kompozycje (1–3, 5–8, 10–13, 15), programowanie (4), gitara (6), miksowanie (2, 8, 15), mastering
- Michał „Sztu” Szturomski – gitara (1–3, 5, 7–8, 10, 12–13, 15), kompozycje (8, 12–13), projekt okładki
- Mariusz „Maria'n'B” Chibowski – gitara basowa (1–3, 5, 7–8, 10, 12–13, 15), syntezator (1), kompozycje (7–8), pianino Rhodes (10), projekt okładki, zdjęcia
- Miłosz „Miły” Wośko – syntezator (1–3, 5, 8, 13), pianino (1–3, 10), organy Hammonda (2), klawinet (3), pianino Rhodes (3, 5, 7, 12–13, 15), saksofon altowy (9), kompozycje (10, 15), miksowanie (8)
- Marcin „Duże Pe” Matuszewski – słowa (1, 13), wokal (1, 13)
- Robert Murakowski – trąbka (1, 3), skrzydłówka (7, 10)
- Łukasz Poprawski – saksofon altowy (3, 7, 10, 12)
- Paweł „Nestor” Rymsza – słowa (6, 11), wokal (11, 14)
- Aleksandra „Lilu” Agaciak – słowa (8), wokal (8)
- Marcin Masecki – kongi (7, 10, 12)
- Kinga Miśkiewicz – wokal wspierający (12)
- Roman Chlebec – programowanie (4)
- Toshio Kai – kompozycje (4)
- Marcin Zalewski – akordeon (2)
- Artur Chaber – djembe (8)
- Błażej Domański – miksowanie (1, 3, 5, 7, 10, 12–13)
- Kamil Biedrzycki – asystent miksowania (1, 3, 5, 7, 10, 12–13)
- Justyna Kabala – projekt okładki, zdjęcia